# کدی کلاپ
کدی پیتر کلاپ (انگلیسی: Cody Peter Klop؛ زادهٔ ۵ ژوئیهٔ ۱۹۹۳) هنرپیشه اهل ایالات متحده آمریکا است. وی از سال ۲۰۰۳ میلادی تاکنون مشغول فعالیت بوده‌است.

## زندگی
او متولد شهرستان اورنج، کالیفرنیا است.

## فعالیت‌ها
از فیلم‌ها یا برنامه‌های تلویزیونی که وی در آن نقش داشته‌است می‌توان به سایه‌های ری ، پیشتازان فضا، پارک‌ها و تفریحات، دختران گیلمور و علف اشاره کرد.